# Eutyna
Eutyna (też euthyna) – procedura, której podlegał każdy urzędnik w starożytnych Atenach. Polegała ona na złożeniu sprawozdania ze swojej działalności. 
Eutyna składała się z dwóch części: w pierwszej, nazywanej logos (gr. słowo) urzędnik przedstawiał sprawozdanie na temat tego, w jaki sposób dysponował pieniędzmi państwowymi. W drugiej, nazywanej eutyną właściwą, każdy z uczestników zgromadzenia ludowego mógł wnieść zastrzeżenia dotyczące zachowania urzędnika podczas piastowania przez niego stanowiska.